# Ogden (Illinois)
Ogden es una villa ubicada en el condado de Champaign en el estado estadounidense de Illinois. En el Censo de 2010 tenía una población de 810 habitantes y una densidad poblacional de 546,75 personas por km².

## Geografía
Ogden se encuentra ubicada en las coordenadas 40°6′54″N 87°57′23″O / 40.11500, -87.95639. Según la Oficina del Censo de los Estados Unidos, Ogden tiene una superficie total de 1.48 km², de la cual 1.48 km² corresponden a tierra firme y (0%) 0 km² es agua.

## Demografía
Según el censo de 2010, había 810 personas residiendo en Ogden. La densidad de población era de 546,75 hab./km². De los 810 habitantes, Ogden estaba compuesto por el 98.4% blancos, el 0.12% eran afroamericanos, el 0.49% eran amerindios, el 0.37% eran asiáticos, el 0% eran isleños del Pacífico, el 0.12% eran de otras razas y el 0.49% pertenecían a dos o más razas. Del total de la población el 0.99% eran hispanos o latinos de cualquier raza.